# Grande surface spécialisée
Pour les articles homonymes, voir GSS.
Grande surface spécialisée, ou  l'abréviation GSS est un terme de jargon du marketing et de l'économie désignant les gros magasins généralement situés à proximité d'hypermarchés, spécialisés dans la vente de produits particuliers tels que les chaussures, les vêtements à bon marché, les matériels de sport, le mobilier, etc.
Quelques exemples en France sont notamment : pour la musique enregistrée la Fnac, pour les produits électro-ménagers Boulanger, But, Conforama, Darty, Daylac, pour les jouets JouéClub, King Jouet, Picwic, Toys "R" Us, pour les loisirs culturels Cultura, Loisir et Création, pour le jardin et l'animal de compagnie Botanic, Gamm Vert, Magasin Vert, Jardiland, Truffaut, Villaverde, ou pour le sport Décathlon, Go Sport, Sport 2000, etc.  

## Historique pour la France
Ce type de commerce s'est développé en France, surtout depuis les années 1960, avec au départ la formation d'entreprises familiales (par ex. : Conforama), ou de type coopératif (par ex. : la FNAC), localisées dans les quartiers centraux ou péricentraux des villes. À cette époque, souvent installés dans des anciens ateliers ou entrepôts de taille modeste, ces magasins cherchaient  à concurrencer le commerce de détail traditionnel en employant des procédés de manutention, de libre service ou de présentation sommaire, qui permettaient d'abaisser les prix de vente. Certains de ces commerces sont d'origine plus ancienne que les années 1960, par exemple Leroy Merlin, qui au départ en 1923 fut un commerce de surplus de matériel militaire, « Au Stock américain », qui s'orienta par la suite vers la vente de matériaux de construction.
Avec la multiplication dans les années 1970-1980 de centres commerciaux dans les banlieues, gravitant autour d'hypermarchés, les GSS ont proliféré pour capter la clientèle venue se ravitailler en produits alimentaires, ménagers et carburants à bas prix. Les groupes commerciaux déjà investis dans les hypermarchés sont alors intervenus pour introduire de nouvelles GSS, ou pour acheter des entreprises déjà existantes, et finalement effectuer une concentration de plus en plus tentaculaire.
Ainsi, par exemple, la famille Mulliez forma en 1978 le magasin de vêtements Kiabi, puis prit en 1986 le contrôle de l'entreprise familiale Boulanger, puis celui de Leroy Merlin, tout en ouvrant d'autres magasins GSS de bricolage ou GSB.
Actuellement, dans le seul secteur du bricolage, la famille Mulliez contrôle les magasins Leroy Merlin, Bricoman, Zodio, Dompro, Kbane, Kozikaza en France, rassemblés avec les magasins de ville Weldom dans un groupe Adeo  dans lequel figurent aussi des magasins situés dans d'autres pays, tels que Bricocenter, Bricoman en Italie, Aki, Bricomart en Espagne, Aki au Portugal, Bricoman en Pologne, ainsi que les Leroy Merlin de Chypre, Espagne, Portugal, Italie, Grèce, Roumanie, Ukraine, Russie, Chine, Brésil. La famille Mulliez possède d'autres enseignes de GSS comme notamment Decathlon, Norauto, Kiabi, Pimkie…

## Critique
La prolifération des centres commerciaux a souvent été entachée de basses manœuvres de corruption, en vue d'obtenir les autorisations nécessaires ou les liaisons routières.
La concentration du capital dans le secteur des GSS, sous le déguisement d'enseignes diverses, peut faire douter de la liberté de concurrence dans ce type de magasins.
Les GSS sont largement responsables d'une pollution par les prospectus déposés dans les boîtes aux lettres. Ainsi on peut lire sur le site Foirfouille.fr que cette chaîne de magasins d'articles de bazar et de mobilier se targue de publier deux cents millions de dépliants publicitaires par an.
Les GSS et les centres commerciaux de périphérie urbaine ont bouleversé la géographie du commerce et des déplacements, ont poussé vers l'automobilisme et le camionnage à outrance, ont coulé le petit commerce des quartiers anciens des villes.
Les GSS sont à l'origine d'importations extra-européennes massives, qui ont concurrencé les industries locales par la casse des prix, et sont des sources tout aussi massives d'emballages perdus, mis en fin de compte à la charge de la collectivité.